# Wilhelm Ahl
Georg Wilhelm Ahl (* 9. Februar 1899 in Neu-Isenburg; † nach 1967) war ein deutscher Kaufmann und Wirtschaftsjurist.

## Werdegang
Ahl schloss eine kaufmännische Ausbildung mit dem Diplom ab und promovierte zum Dr. jur. Er war Vorstandsvorsitzender der Dortmunder Ritter Brauerei und Aufsichtsratsmitglied der Glückauf-Brauerei in Gelsenkirchen. Ahl lebte in Dortmund-Brünninghausen.

## Ehrungen
- 1967: Verdienstkreuz 1. Klasse der Bundesrepublik Deutschland